# Kenneth Okada
Kenneth Kenji „Ken” Okada (ur. 22 lutego 1950 w Los Angeles) – amerykański judoka. Olimpijczyk z Monachium 1972, gdzie zajął dziewiętnaste miejsce w wadze lekkiej.
Uczestnik mistrzostw świata w 1973 i 1975. Zdobył brązowy medal na mistrzostwach panamerykańskich w 1974.
Jego synem jest Tony Okada, judoka i olimpijczyk z Barcelony 1992.

## Letnie Igrzyska Olimpijskie 1972
| Konkurencja | Rundy eliminacyjne            | Klas. końcowa |
| Konkurencja | Przeciwnik I                  | Miejsce       |
| ----------- | ----------------------------- | ------------- |
| 63 kg       | Bachaawaagijn Bujadaa (MGL) P | 19.           |